# Oedemaperla cardaleae
Oedemaperla cardaleae is een steenvlieg uit de familie Gripopterygidae. De wetenschappelijke naam van de soort werd voor het eerst geldig gepubliceerd in 1982 door Theischinger als Dinotoperla cardaleae.